# Clavières
Clavières település Franciaországban, Cantal megyében. Lakosainak száma 193 fő (2022. január 1.). Clavières Chaliers, Lorcières, Ruynes-en-Margeride, Védrines-Saint-Loup, Auvers, Chastel, Pinols, Julianges és Paulhac-en-Margeride községekkel határos.

## Népesség
A település népességének változása:
| Lakosok száma | 477  | 337  | 265  | 245  | 228  | 212  | 209  | 208  | 210  | 193  |
|               | 1968 | 1982 | 1999 | 2006 | 2011 | 2015 | 2017 | 2018 | 2020 | 2022 |